# ヒッチハイク効果
集団遺伝学におけるヒッチハイク効果とは、中性またはわずかに有害な対立遺伝子がその遺伝子自体の自然淘汰によってではなく、連鎖（遺伝的関連）する別の遺伝子座の淘汰により自然淘汰の対象となる現象である    。
好ましい対立遺伝子に関連する対立遺伝子は、その頻度を増加させることができるが、そうではない対立遺伝子変異体は、それらの頻度を減少させる傾向がある。比喩的な意味で、選択中の対立遺伝子は隣接する対立遺伝子と同行すると言うことができるので、ヒッチハイクという名前が付けられている。ヒッチハイク効果と組換えの複合効果は、選択的スイープとして知られる 。
ヒッチハイク効果は対立遺伝子が精製選択下の対立遺伝子に関連しているためにその頻度が減少するバックグラウンド選択とは異なる 。

## ノート
1. ↑  Matthew Hamilton; John Wiley & Sons (2009) (英語). Population genetics. Chichester: Wiley-Blackwell. ISBN 9781405132770. OCLC 259716125